# Haghtanak
Haghtanak (en arménien Հաղթանակ, « victoire ») est une communauté rurale du marz de Tavush, en Arménie. Elle compte 1 180 habitants en 2008.
Haghtanak est traversée par la M6 et la M16.